# Gomaringen
Gomaringen là một đô thị có cự ly khoảng 10 km về phía nam Tübingen trong bang Baden-Württemberg của Đức.
Gomaringen tọa trong thung lũng của suối Wiesaz, một nhánh của Steinlach, đổ vào Neckar.
Đô thị giáp ranh:
- Kusterdingen
- Reutlingen (Reutlingen District)
- Mössingen
- Nehren
- Dußlingen
- Tübingen